# Liste der Einträge im National Register of Historic Places im Calhoun County (Arkansas)
Die Liste der Registered Historic Places im Calhoun County führt alle Bauwerke und historischen Stätten im Calhoun County in Arkansas auf, die in das National Register of Historic Places aufgenommen wurden.

## Aktuelle Einträge
| Lfd. Nr. | Name                                                          | Bild | Datum der Eintragung | Adresse/Lage                                         | Ort         | ID-Nr.    | Beschreibung |
| -------- | ------------------------------------------------------------- | ---- | -------------------- | ---------------------------------------------------- | ----------- | --------- | ------------ |
| 1        | Boone’s Mounds                                                |      | 14. Apr. 1980        | Address Restricted                                   | Calion      | 80000774  |              |
| 2        | Calhoun County Courthouse                                     |      | 12. Dez. 1976        | Courthouse Sq.                                       | Hampton     | 76000390  |              |
| 3        | Dunn House                                                    |      | 4. Mai 1976          | W of Hampton on AR 4                                 | Hampton     | 76000391  |              |
| 4        | Hampton Cemetery                                              |      | 27. Mai 2009         | S. of the jct of US 278 W. and 1st St.               | Hampton     | 09000340  |              |
| 5        | Hampton Masonic Lodge Building                                |      | 20. Mai 2008         | 115 S. 2nd St.                                       | Hampton     | 08000433  |              |
| 6        | Hampton Waterworks                                            |      | 5. Okt. 2006         | Hunt St., W of Lee St.                               | Hampton     | 06000909  |              |
| 7        | Keller Site                                                   |      | 29. Okt. 1979        | Address Restricted                                   | Calion      | 79000434  |              |
| 8        | Ouachita River Lock and Dam No. 8                             |      | 19. Dez. 1983        | SE of Calion                                         | Calion      | 83003458  |              |
| 9        | Shumaker Naval Ammunition Depot (NAD) 500-Man Barracks        |      | 21. Mai 2018         | S side of Highway 274 between Spellman Rd and AR 203 | East Camden | 100002448 |              |
| 10       | Shumaker Naval Ammunition Depot (NAD) Administration Building |      | 21. Mai 2018         | 6415 Spellman Rd                                     | East Camden | 100002449 |              |
| 11       | State Highway 274 Bridge                                      |      | 18. Mai 1995         | AR 274 over Little Cypress Cr.                       | Thornton    | 95000610  |              |